# Ambasadorowie Niemiec w RFSRR i ZSRR
Ambasadorowie Niemiec w Rosji Sowieckiej i ZSRR (1918-1991)
| Nazwisko | | Okres misji | Uwagi |
| Rzesza Niemiecka (Cesarstwo Niemieckie)/ Rzesza Niemiecka (Republika Weimarska)/ Rzesza Niemiecka (III Rzesza) | Rzesza Niemiecka (Cesarstwo Niemieckie)/ Rzesza Niemiecka (Republika Weimarska)/ Rzesza Niemiecka (III Rzesza) | Rzesza Niemiecka (Cesarstwo Niemieckie)/ Rzesza Niemiecka (Republika Weimarska)/ Rzesza Niemiecka (III Rzesza) | Rzesza Niemiecka (Cesarstwo Niemieckie)/ Rzesza Niemiecka (Republika Weimarska)/ Rzesza Niemiecka (III Rzesza) |
| --- | --- | --- | --- |
| Wilhelm von Mirbach-Harff                                                                                      | | 1918 | Misja: 2 kwietnia – 6 lipca; zamordowany                                                                       |
| vacat | vacat | 1918–1921 | |
| 1922: Odnowienie niemiecko-sowieckich stosunków dyplomatycznych po układzie w Rapallo                          | | | |
| Kurt Wiedenfeld                                                                                                | | 1921–1922 | jako pełnomocny przedstawiciel                                                                                 |
| Ulrich von Brockdorff-Rantzau                                                                                  | | listopad 1922–1928                                                                                             | |
| Herbert von Dirksen                                                                                            | | 1928–1933 | |
| Rudolf Nadolny                                                                                                 | | 1933–1934 | Zrezygnował z urzędu w maju 1934, misję pełnił do 16 VI 1934                                                   |
| Friedrich-Werner Graf von der Schulenburg                                                                      | Friedrich Werner von der Schulenburg                                                                           | 1934–1941 | |
| 1941: Zerwanie stosunków dyplomatycznych 22 czerwca 1941 po ataku Niemiec na ZSRR                              | | | |
| Republika Federalna Niemiec                                                                                    | | | |
| Ustanowienie stosunków dyplomatycznych RFN-ZSRR 12 marca 1956                                                  | | | |
| Wilhelm Haas                                                                                                   | | 1956–1958 | |
| Hans Kroll | | 1958–1962 | |
| Horst Groepper                                                                                                 | | 1962–1966 | |
| Gebhardt von Walther                                                                                           | | 1966–1968 | |
| Helmut Allardt                                                                                                 | | 1968–1972 | |
| Ulrich Sahm | | 1972–1977 | |
| Hans-Georg Wieck                                                                                               | | 1977–1980 | |
| Andreas Meyer-Landrut                                                                                          | | 1980–1983 | |
| Hansjörg Kastl                                                                                                 | | 1983–1987 | |
| Andreas Meyer-Landrut                                                                                          | | 1987–1989 | |
| Klaus Blech | | 1989–1993 | od 1991 ambasador w Federacji Rosyjskiej                                                                       |